# Phalonidia hapalobursa
Phalonidia hapalobursa es una especie de polilla del género Phalonidia, categorizada en la tribu Cochylini, de la subfamilia Tortricinae.
Fue descrita por Razowski & Becker en 1986 y publicada en Acta zool. cracov. 29: 459. Se distribuye por América Central: Costa Rica, en el distrito de Turrialba, provincia de Cartago.